# Burg Buben

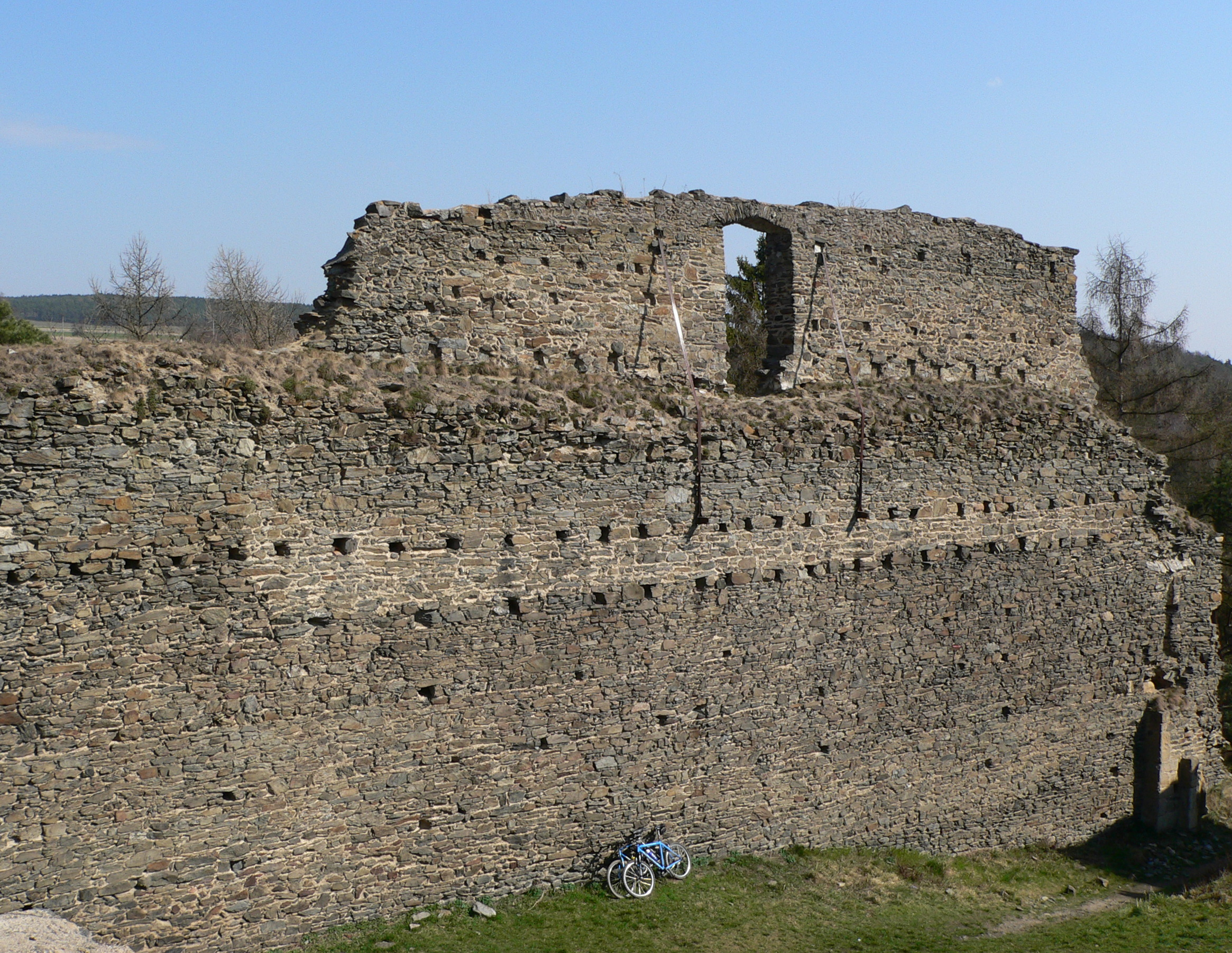
Nordwestlicher Mauerkern mit Resten des Aborterkers

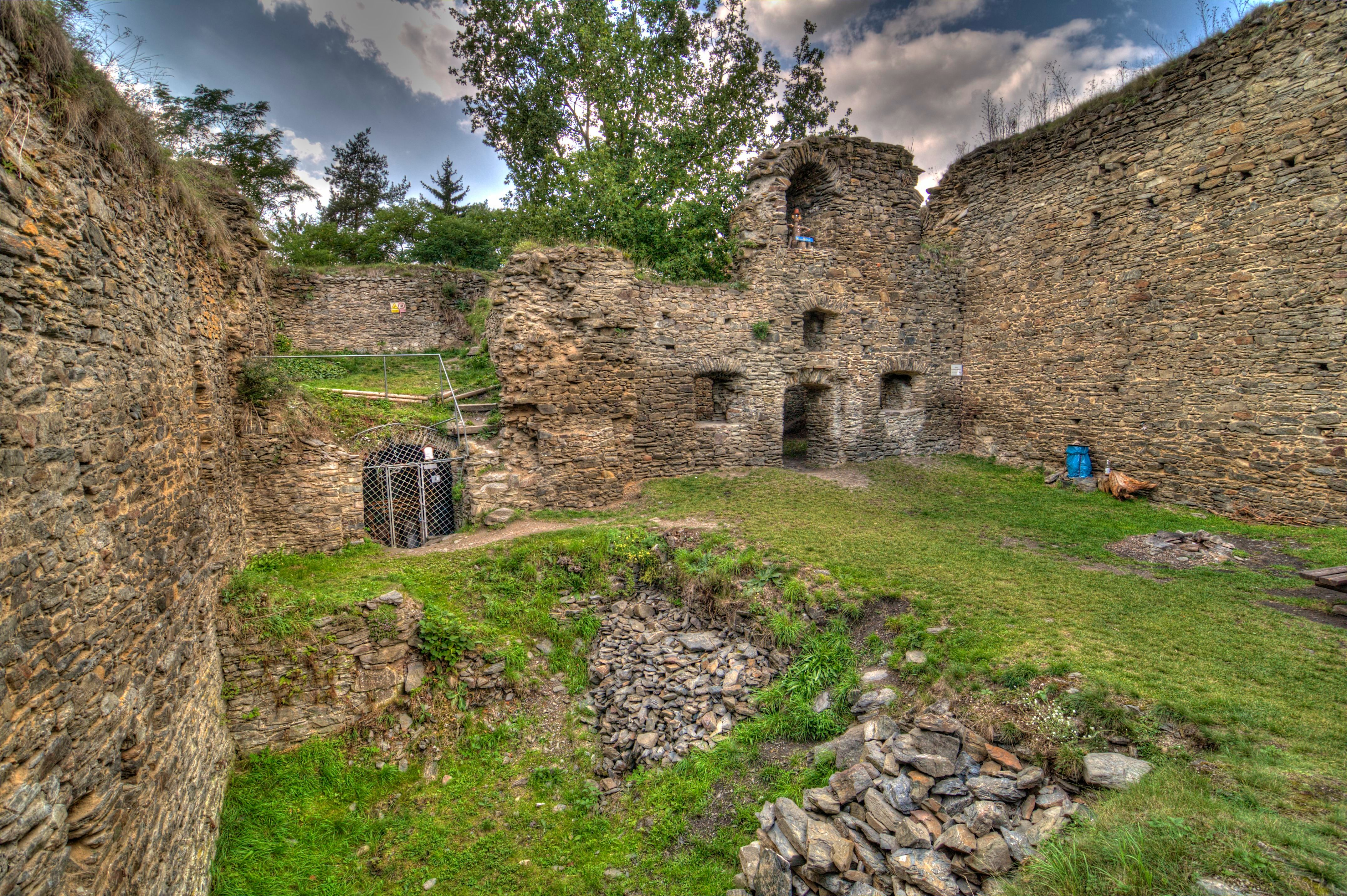
Turmpalasmauer zum Burghof

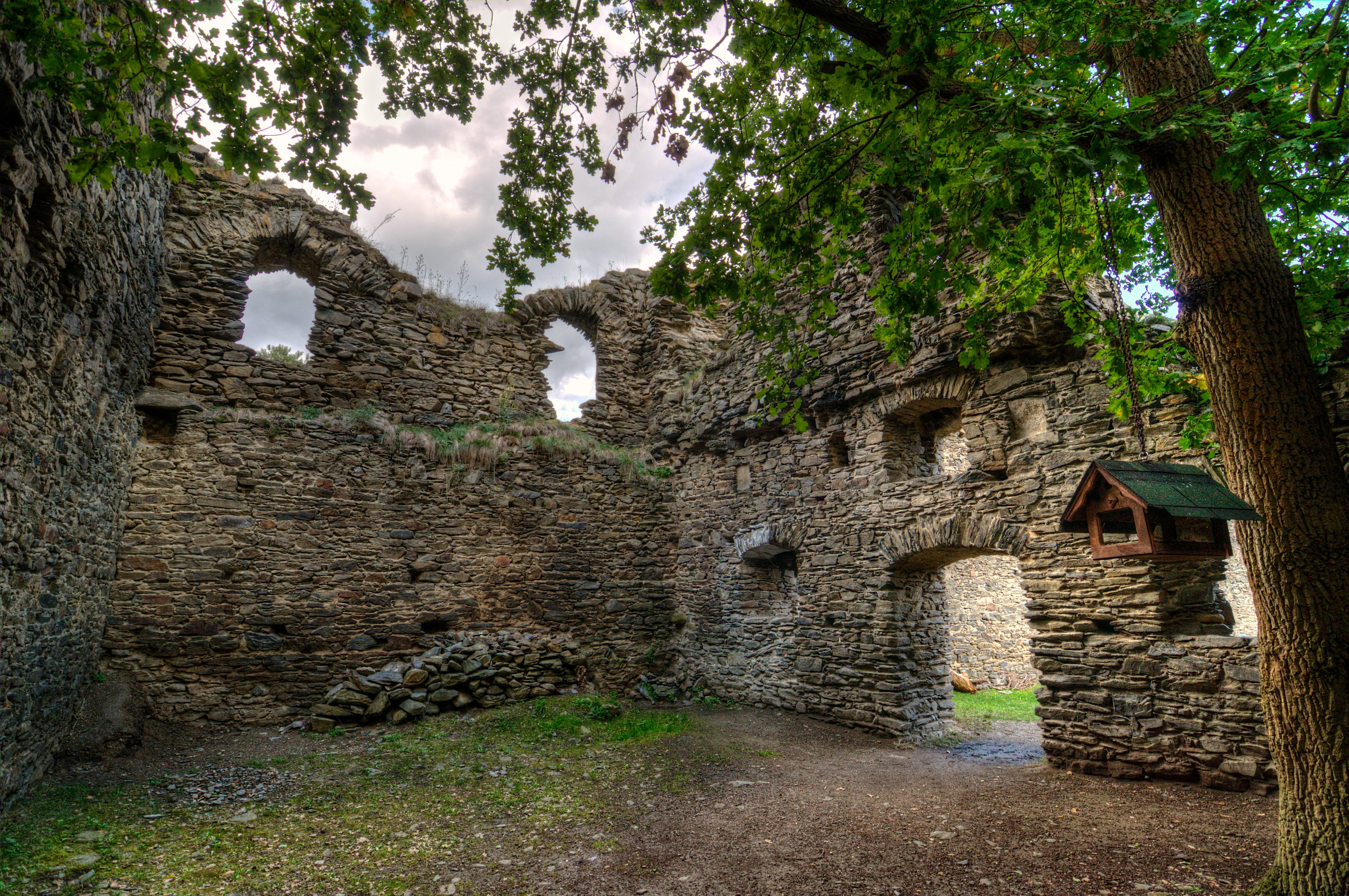
Innenansicht des Turmpalas

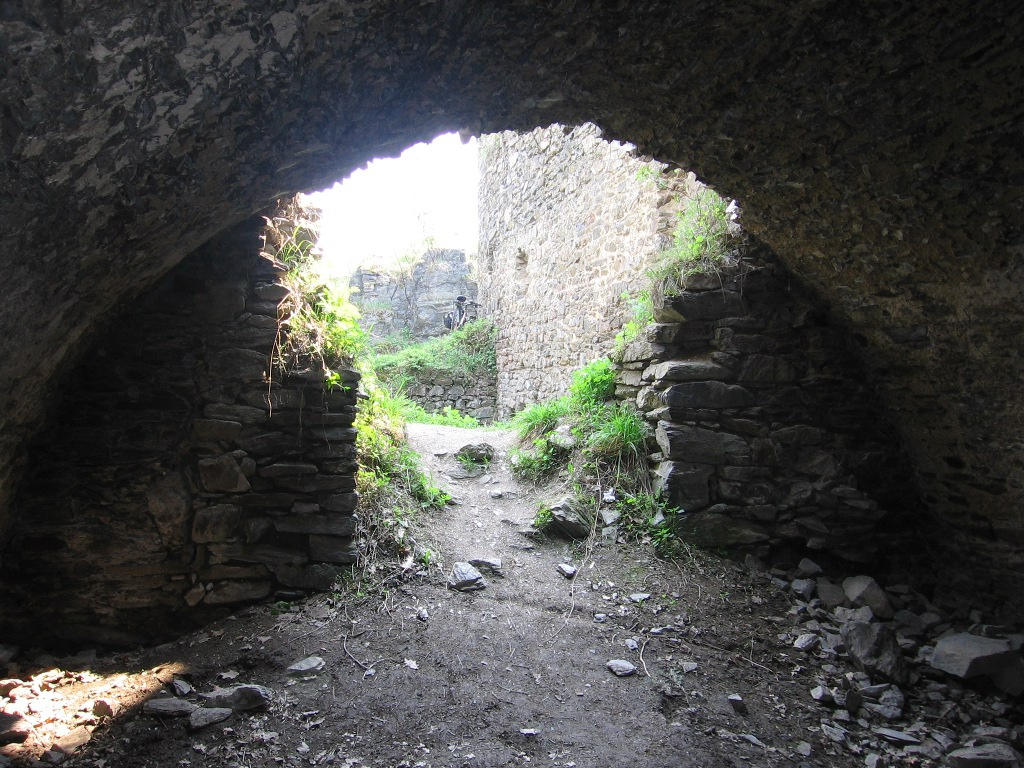
Kellergewölbe

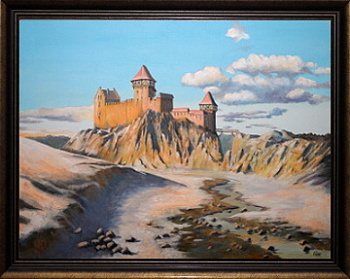
Rekonstruktionsgemälde von Lubomír Herc

Die Ruine der Burg Buben (deutsch Trommelburg) befindet sich vier Kilometer westlich von Město Touškov auf dem Gebiet der Gemeinde Plešnice in der Stříbrská pahorkatina (Mieser Hügelland) in Tschechien.

## Geographie
Die Ruine der Spornburg liegt in der Nähe der Ansiedlung Zámecký Mlýn (Schloßmühle) rechtsseitig über dem Tal der Mže/Mies. Neben der Mže, zu der der Felssporn nach Osten abfällt, wird der Sporn im Westen und Norden durch den Bach Úlický potok, auch Plešnický potok genannt, umflossen.
Umliegende Orte sind Zámecký Mlýn und Újezd nade Mží im Nordosten, Samota und Město Touškov im Osten, Dobronice und U Chaloupků im Südosten, Plešnice im Südwesten sowie Hracholusky im Westen. Zwei Kilometer nordwestlich befindet sich der Staudamm der Talsperre Hracholusky. Südlich verläuft die Bahnstrecke Plzeň–Cheb.

## Geschichte
Anhand erhaltener architektonischer Merkmale wird angenommen, dass die Burg zu Beginn des zweiten Drittels des 14. Jahrhunderts erbaut wurde. Möglicherweise errichteten die mit den Bavor von Strakonitz verwandten Herren von Girschen (z Jeřeně), denen Karl IV. 1333 das Lehn Netschetin mit Preitenstein abgenommen hatte, die Burg Buben als ihren neuen Sitz.
Erstmals schriftlich erwähnt wurde die Burg 1349 in einer Urkunde Karls IV., in der dieser gegenüber Jost von Rosenberg und dessen Brüdern das von seinem Vater, König Johann von Böhmen, an Peter von Rosenberg verpfändete Maut- und Durchzugsrecht zwischen Pilsen und der Burg Buben erneuerte. 1379 ist Hermann von Girschen und Netschetin (Heřman z Jeřeně a Nečtin) als Besitzer mehrerer umliegender Dörfer nachweislich, die später als Teil der Burgherrschaft Buben aufgeführt sind. Im Jahre 1394 ist Hermann von Girschen und Netschetin auch als Besitzer der Burg Buben belegbar. Ihm folgte nach 1415 Ewan von Netschetin, der in der Schlacht bei Nekmíř die Hussiten bekämpfte. Nach dessen Tode im Jahre 1431 wurde die Burg für Ewans Witwe Jitka von Hrádek und deren Tochter Jitka von Netschetin auf Grund eines 1415 geschlossenen Vertrags durch Wilhelm von Netschetin und Johann von Raupow verwaltet. 1437 folgten anstelle Wilhelms von Netschetin als Verwalter Wilhelm von Wolfstein und dessen Söhne. 1446 veräußerte Johann von Raupow seine Rechte an Johann und Nikolaus von Guttenstein, die die Burg besetzten. Dagegen legte Jitka von Netschetin Klage ein und machte ihre Forderungen geltend. Der Rechtsstreit wurde schließlich durch eine Ehe von Johann von Guttenstein mit Jitka von Netschetin beigelegt. Später heiratete Jitka Přech von Kunratice und verkaufte 1448 ihre Rechte an der Herrschaft Buben mit der Burg, den Dörfern Plešnice, Kníje, Jezná, Hracholusky, Vejprnice, Vochov und Sedlec sowie der Schlossmühle an ihre Mutter. Im Jahre 1456 mussten Johann und Nikolaus von Guttenstein die Burg nach einer erfolgreichen Klage durch Jitka von Netschetin räumen. Vor 1465 ging Jitka von Netschetin eine weitere Ehe mit Ulrich Janowsky von Janowitz ein. Dieser kämpfte auf Seiten Georgs von Podiebrad gegen Matthias Corvinus. Ulrichs Söhne Heinrich und Hermann konnten den Besitz nach dem Tod des Vaters nur kurzzeitig halten. Nachdem die Gegend im Jahre 1471 von den Truppen Matthias Corvinus besetzt wurde, übergaben die Janowsky von Janowitz die Burg Buben an Jan Panuška von Laštovice. Der Hofrichter von Matthias Corvinus vermittelte den Verkauf der Burg an Peter Chlumczansky von Prestawlk (Petr Chlumčanský z Přestavlk) unter Gewährung freien Abzuges für die Brüder Janowsky. Diese wurden beim Verlassen der Burg, vom Burggrafen von Radyně Peter Kořenský von Terešov, der in der Gegend als Raubritter sein Unwesen trieb, überfallen und ausgeraubt. Die Chlumczansky von Prestawlk verlegten in der ersten Hälfte des 16. Jahrhunderts den Herrschaftssitz von der Burg Buben und überließen diese dem Verfall; im Jahre 1544 wurde die Burg nur noch als Zubehör ihrer Besitzungen bezeichnet. Im Jahre 1563 verkaufte Johann Chlumczansky von Prestawlk die Herrschaft und Burg Buben für 3850 Schock Groschen an die Brüder Georg und Josef Ulrich von Ullitz und Pleschnitz (Úlický z Plešnic). Vier Jahre später wurde die Burg als wüst bezeichnet.
1648 erwarb das Benediktinerkloster Kladruby die Herrschaft Pleschnitz mit der wüsten Burg Buben und schlug diese dem Klostergut Czemin zu. Nach der Auflösung des Klosters im Jahre 1785 fielen dessen Güter dem Religionsfonds zu, der das Gut Czemin 1790 in Erbpacht Johann Freiherr von Erben († 1816) übergab. Im Jahre 1816 kaufte Johann von Erben das Gut aus dem Erbpachtsverhältnis aus. Nachfolgende Besitzer waren sein Sohn Josef († 1832) und danach dessen Witwe Bertha, die das Gut 1840 an Johann Anton von Starck verkaufte. Dieser vererbte das Gut 1883 an die Besitzer des Gutes Štěnovice. Um die Jahrhundertwende wechselten die Besitzer von Czemin in rascher Folge; im Jahre 1912 wurde das Gut Pleschnitz von Czemin abgetrennt und hälftig an Heinrich Finger aus Tuschkau und Julius Bleyer aus Weipert veräußert. Diese ermöglichten dem Klub Tschechischer Touristen die Durchführung von Instandsetzungen an der Ruine. Im Juli 1927 kaufte der Klub Tschechoslowakischer Touristen (KČT) die Ruine einschließlich der umliegenden Wälder und Wiesen. Zwischen 1929 und 1932 führte der KČT umfangreiche Instandsetzungen durch und ließ 1932 unterhalb der Burg die Schwarzbaude (Schwarzova chata) mit Gaststätten- und Übernachtungsbetrieb errichten.
Nachdem der KČT 1948 im Zuge der Machtübernahme durch die Kommunisten auflöst worden war, wurde die Burg in die Rechtsträgerschaft der tschechoslowakischen Turnerschaft übertragen. 1953 ging die Burgruine in den Staatsbesitz über. Die Schwarzova chata wurde in den 1960er Jahren geschlossen. Im Jahre 1991 erfolgten umfangreiche Instandsetzungsarbeiten, bei denen jedoch ungeeignete Baustoffe verwendet wurden. In Folge der fortschreitenden Auswaschung des bei der Instandsetzung verwendeten Zements brachen bereits Teile der wiederhergestellten Mauern wieder zusammen. 1995 wurde die Schwarzova chata wiedereröffnet.
Zwischen 2008 und 2013 verschob sich die 1991 restaurierte untere Bastion auf Grund des verwendeten zu wässerigen Betons und zu hoher statischer Last. Im Jahre 2011 wurde der Steg über die Mže fortgespült, so dass die Burg nur noch von Plešnice aus erreichbar wurde. Die untere Bastion stürzte am 10. April 2013 ein, ihre Trümmer behindern den Aufstieg von der Mže zur Burg.
Bis 2009 kümmerte sich die Bürgervereinigung Excalibur um den Erhalt der Ruine. Im Jahre 2010 übertrug der tschechische Staat die Burgruine zu einem symbolischen Preis an die Gemeinde Plešnice.

## Die Burg und das Adelsgeschlecht von Bubna
Die Burg Buben wird als Stammburg des Geschlechts von Bubna angesehen. Angehörige dieses Geschlechts sind jedoch zu keiner Zeit als Besitzer der Burg nachweisbar. Möglicherweise stammen sie von den Herren von Girschen und Netschetin ab.
Im Jahre 1172 ist ein Gumpold von Buben in einer Schenkungsurkunde für das Grab des hl. Wenzel in Prag als Zeuge aufgeführt. Näheres zu seiner Person ist nicht bekannt.
Erst zum Ende des 14. Jahrhunderts lässt sich das Prädikat von Buben in persona des 1394 erstmals genannten Stach von Buben auf Hrádek nachweisen, der auch Besitzer der Burg Wildstein sowie des vier Kilometer nordwestlich der Burg Buben gelegenen, heute mit dem Stausee Hracholusky überfluteten Gutes Dolany war. Stach von Buben wirkte in Ostböhmen als Burggraf von Neubidschow und Pottenstein. Seine Söhne Václav Varlejch, Racek von Buben und Držkaj von Hrádek begründeten den Familienzweig der Warlich von Bubna. Stachs Bruder Otto ist Begründer der gräflichen Linie von Buben.

## Anlage
Die Burganlage liegt auf einem sich von Nordwest nach Südost hinziehenden, ursprünglich unbewaldeten, Sporn zwischen der Mže und dem Úlický potok. Ohne die Gräben hat sie eine Länge von 100 Metern und ist etwa 30–40 breit. Wegen der seit den 1920er-Jahren erfolgten Bewaldung des Burghügels ist die Ruine im Wald verborgen. Ebenso bietet der Burghügel keine Aussicht mehr.
Erhalten sind große Teile der Wehrmauer und der Mauern des Burgkerns mit Ausnahme des auf einem südwestlichen Felsen gestandenen Wachturmes. Des Weiteren sind im hinteren südwestlichen Teil der Anlage auch Teile des Turmpalas erhalten. Vom kleinen Palas im 28 × 14 m großen Burghof sind nur noch die Grundmauern vorhanden. Außerdem sind Mauerreste des ersten Burgtors in der südöstlichen Vorburg sowie des dritten Burgtors sichtbar. Vor allem an der Ostseite sind noch größere Abschnitte der Zwingermauer erhalten; durch den Mauereinsturz vom 10. April 2013 entstanden jedoch schwere Schäden.
Vor den Resten des ersten Burgtors ist an der Südostseite des Sporns der Halsgraben erhalten, über den einst eine hölzerne Zugbrücke in die Burg führte. Am heutigen Weg nach Plešnice ist der Halsgraben wie eine Schlucht in den Felsen gehauen.
Seit 1958 ist die Anlage als Kulturdenkmal geschützt.